# Dahmane El Harrachi
Abderrahmane Amrani, connu sous le nom de scène Dahmane El Harrachi (en arabe : دحمان الحراشي), est un musicien, auteur-compositeur-interprète algérien, de musique chaâbi. Né le 7 juillet 1926 à El Biar, Alger, et mort le 31 août 1980 à Aïn Benian dans la banlieue ouest d'Alger. Considéré comme un grand maître (cheikh) du Chaâbi. Il a contribué à faire connaître ce genre de musique en l'exportant à travers le monde par sa chanson Ya Rayeh. Il est le père de Kamel El Harrachi, également auteur-compositeur-interprète de Chaâbi.

## Biographie
Algérois originaire de Djellal dans la wilaya de Khenchela, son père s'installe à Alger en 1920 et devient muezzin à la Grande Mosquée. Après la naissance de Dahmane (diminutif de Abderrahmane), la famille déménage à Belcourt, rue Marey, puis s'installe définitivement dans le quartier populaire de El-Harrach. Benjamin d'une famille de onze enfants, c'est d'El-Harrach que Dahmane tient son surnom de El Harrachi.

### Carrière
Dahmane El Harrachi s'initie très tôt au banjo, il est influencé par le chanteur Chaâbi Khelifa Belkacem (décédé en 1951). À 16 ans, il interprétait déjà les chansons de ce dernier. Le certificat d'études en poche, il est cordonnier puis receveur de tramway sur la ligne reliant Maison Carrée à Bab El Oued. C'est déjà un virtuose du banjo et beaucoup de chanteurs Chaâbi des années 1940 s'offrent ses services tels que : Hadj Menouar, Cheïkh M'Hamed Bourahla,Cheikh El Baouni, Abdelkader Ouchala, Cheikh El Hasnaoui.
En 1949, Dahmane part en France et s'installe à Lille, puis à Marseille et enfin à Paris, ville qu'il ne quittera pratiquement plus. Pendant des années, il se produira dans les cafés maghrébins des villes de France, et surtout avec Cheikh El Hasnaoui pour la première fois au Café des Artistes, rue de Charonne à Paris en 1952. Il interprétait le répertoire Chaâbi accompagné d'un banjo. Il constate le décalage entre la réalité de l'immigration et le répertoire maghrébin du Melhoun écrit entre le XVIe et le XIXe siècle. Auteur-compositeur de la périphérie d'Alger loin des dictats des maîtres du Chaâbi de la Casbah, il prend la liberté de créer un nouveau langage musical et poétique. Ses chansons parlent alors du quotidien dans une écriture compréhensible par toutes les couches populaires du Maghreb, mais peu apprécié par «le culturellement correct» d'Alger et «le politiquement parfait» du régime politique de l'époque, les chansons de Dahmane El Harrachi sortant des conventions habituelles du Chaâbi. Le journaliste et chercheur Mahdi Berrached précise qu'au début de sa carrière «El Harrachi était écouté dans les cafés, les bars ou entre copains en bord de mer. Il ne rentrait pas dans les maisons».
Il enregistre son premier disque chez Pathé Marconi en 1956, pendant la guerre d'indépendance. Sa chanson portait le titre de Behdja Bidha Ma T'houl (Alger la blanche ne perdra jamais de son éclat) et compose aussi la chanson Kifech Nennsa Biled El Khir (Comment pourrai-je oublier le pays de l'abondance). Artiste original, il a modernisé le Chaâbi et a donné au banjo et au mandole un phrasé, une harmonie et des accentuations qui lui sont propres et qui le distinguent des autres chanteurs Chaâbi. Son répertoire est constitué d'environ 500 chansons dont il est l'auteur. Cassant la tradition des ‘Qacidates (poésie populaire écrite en le 16e et le 19e siècle) et du rituel des soirées Chaâbi, il a réussi à populariser  Chaâbi en chantant le vécu dans la langue du peuple. Pour donner plus de contenance à ses textes lyriques, il fait très souvent appel au procédé métaphorique. Sa voix rocailleuse se prête très bien à son répertoire brossant les thèmes de la nostalgie du pays, les souffrances de l’exil, la passion pour sa ville natale, l'amitié, la famille, les déboires amoureux, les vicissitudes de la vie, la droiture, la rigueur morale tout en fustigeant la malhonnêteté, l'hypocrisie, l'ingratitude et la mauvaise foi.
Sa notoriété s'accroit auprès de la diaspora algérienne, après le Festival de la Musique Maghrébine tenu au début des années 1970 à La Villette à Paris.
En 1973, il sort le titre Ya Rayah (Celui qui s'en va), qui traite de l'émigration, du départ et de l'exil sur le 45 tours où figure le titre Elli Fat Mat (Ce qui est passé est mort ) en face A. Le titre Ya Rayah, connaitra un grand succès à sa sortie en France et deviendra son titre le plus connu jusqu'à devenir un tube planétaire quand Rachid Taha reprendra la chanson en 1997 (cf. rubrique Postérité),.
Découvert sur le tard par la nouvelle génération en Algérie, il ne se  produira officiellement en public qu'en 1974 à la salle Atlas d'Alger où il remportera un franc succès. Durant son exil à Paris, il vivra de ce qu'il gagnait au jour le jour, dépensant le soir ce qu'il avait touché durant la journée, même s'il avait parfois des revenus supérieurs à ceux de Oum Kalsoum. Dans les années 60-70, on le verra fréquemment avec une mandole en main, déambulant de café en café à Barbès, rue de Charonne et dans la banlieue nord. Il y côtoiera les voyous du nord de Paris, portant le même costard-cravate l'hiver et bleu Shanghai l'été, sauf qu'au lieu de monter des braquages il compose, dans un coin du café, ses chansons dans son calepin, inspirées par ce qu'il voyait : les conditions de vie et la vague à l'âme des ouvriers immigrés.
Le 31 août 1980, Dahmane El Harrachi se produit dans un cabaret, ceux qui l'ont vu ce soir-là ignoraient qu'ils assistaient à sa dernière performance. Sur la corniche à Aïn Benian, à 19 km environ à l'ouest d'Alger, il décède dans accident tragique alors qu'il sortait du restaurant chez Sauveur à la Madrague, où il aimait déguster des crevettes et croiser les figures et les voyous de Barbès rentrés au pays.

### Postérité
Sa chanson la plus célèbre Ya Rayah (Celui qui s'en va), qui traite de l'émigration, du départ et de l'exil, a connu un grand succès à sa sortie en France en 1973. Rachid Taha la reprendra en 1997, et la chanson connaitra un succès planétaire, ravivant l'héritage musical et consolidant la légende de Dahmane El Harrachi.
«Il n'aurait jamais imaginé que Ya Rayah (écrite en 1973) allait devenir un succès mondial, repris en grec, en turc, dans des défilés de mode de Versace à Miami et même des soirées bien françaises», raconte le journaliste Farid Aïchoune, dont le père était un intime du chanteur. «Depuis la création du groupe Carte de séjour, j'ai toujours fait des incursions dans le répertoire des musiques populaires du Maghreb. Il fallait juste attendre des opportunités, des possibilités et la confiance de la maison de disques pour reprendre les anciens. Comme au cinéma avec le film Vivre au paradis, c'est un besoin, une sensibilité du moment de recourir au passé des immigrés», précise Rachid Taha.
Dahmane El Harrachi laisse derrière lui plus de 500 titres musicaux et à la télévision algérienne trois enregistrements live et un téléfilm Saha Dahmane (Salut Dahmane), dans lequel il joue son propre rôle de chanteur Chaâbi, tourné juste avant sa disparition en 1980. Son fils, Kamel El Harrachi, également auteur-compositeur-interprète de Chaâbi, et d'autres artistes contemporains font vivre son répertoire au travers de reprises,.
En 2014, sort le film documentaire Thaourate El Harrachi (La Révolution d' El Harrachi), écrit par Mourad Ouabbas et réalisé Farah Alame, qui retrace la carrière artistique de Dahmane El Harrachi. Dans le documentaire, la parole est donnée à certains artistes qui ont côtoyé El Harrachi, comme Kamel Hamadi ou Cheikh Namous, et à ceux qui ont repris ses chansons, comme Cheb Khaled,.

## Cinéma
En 1980, Dahmane el Harachi a joué son propre rôle de chanteur de Châabi dans un film intitulé "Saha Dahmane" (Salut Dahmane), réalisé par Salim Benkadi, tourné juste avant sa disparition.

## Décorations
- Ahid de l'Ordre du Mérite National d'Algérie.